# Культурный центр Скрантона
Культурный центр Скрантона в масонском храме (англ. The Scranton Cultural Center at the Masonic Temple; ранее известен как Масонский храм и Собор шотландского устава) ― театр в городе Скрантон, штат Пенсильвания, США.
Миссия культурного центра, по заявлению его руководства, состоит в том, чтобы «омолодить масонский храм и превратить его в региональный центр искусства, образования и место для общественных мероприятий, привлекательных для людей всех возрастов». Культурный центр принимает театральные трупы Бродвея; здесь выступают профессиональные музыкальные коллективы, комики, популяризаторы науки; проводятся художественные выставки, гала-концерты по сбору средств и прочие мероприятия, в том числе выпускные вечера, обеды, частные вечеринки и так далее. Здание культурного центра включено в Национальный реестр исторических мест США.

## История
Масонский храм и собор шотландского устава, в котором ныне располагается Культурный центр Скрантона, был построен по проекту архитектора Реймонда Худа. Архитектурный стиль сочетает в себе элементы неоготики, неороманизма (конкретнее ― романский Ричардсона стиль), местами можно отметить особенности, характерные для ар-деко. Здание было завершено в 1930 году. Храм был спроектирован с двойной целью: он одновременно служил местом сбора членов масонских лож, а другие помещения (в основном театр и бальный зал) предназначались для общественного пользования. В целом дизайн здания изобилует масонской символикой.
В масонском храме расположены: Театр Гарри и Джанетт Вайнберг, который вмещает 1866 человек; Библиотека губернатора Роберта П. Кейси; зал Рэймонда Гуда (где раньше была дорожка для боулинга); Малый бальный зал; Большой бальный зал, который может вместить до 2400 человек; «Женский салон» с видом на Большой бальный зал; Шопленд-холл (театральный зал на 500 мест, расположенный на четвёртом этаже), Крафтсмен-холл (первоначально игровая и бильярдная комната) на третьем этаже, а также ряд других помещений. Театр Вайнберга и Зал Шопленда оснащены органами Остина (номера 1713 и 1712, соответственно). Большинство помещений сдаются в аренду.

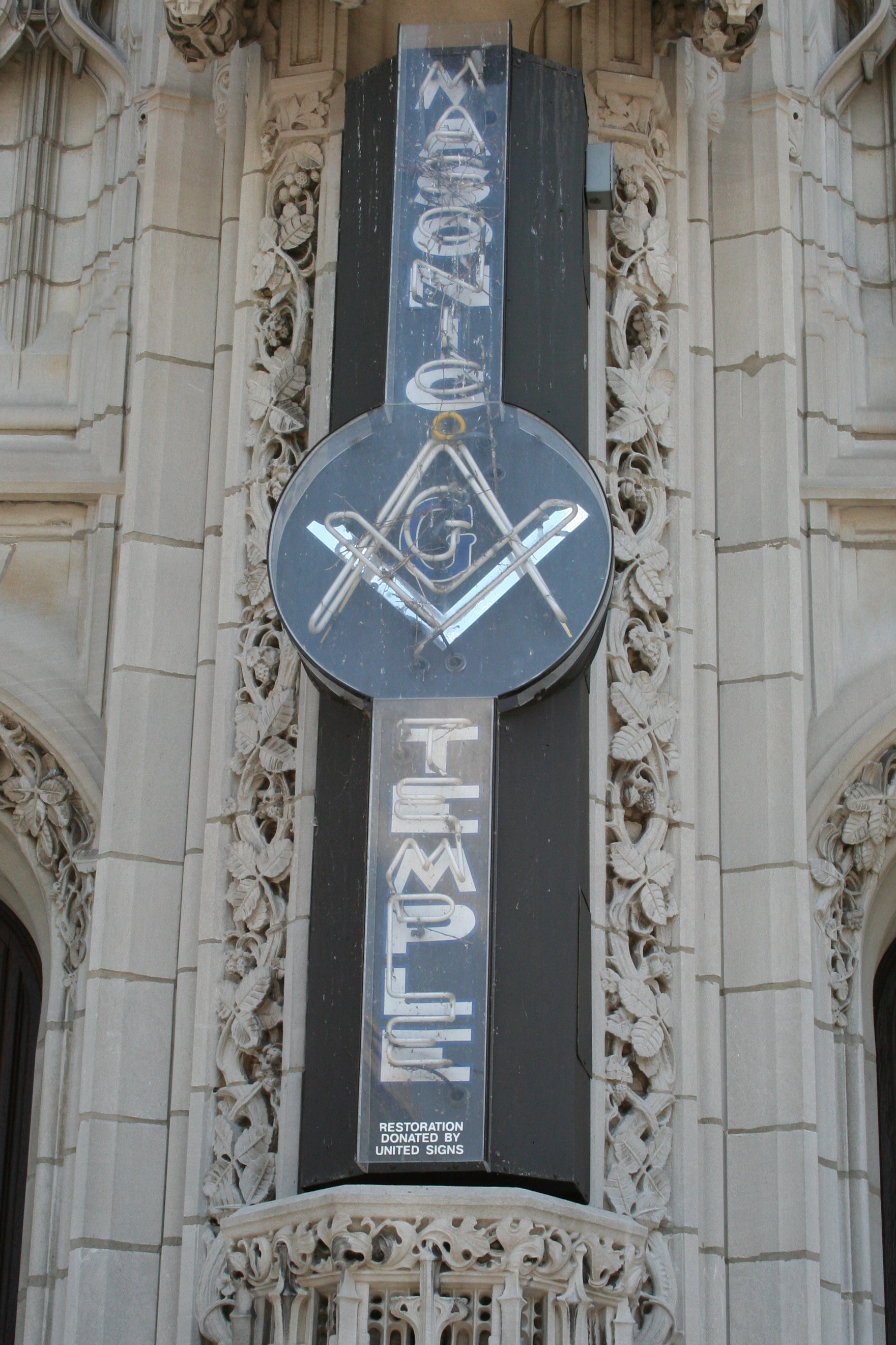
Световая вывеска над входом
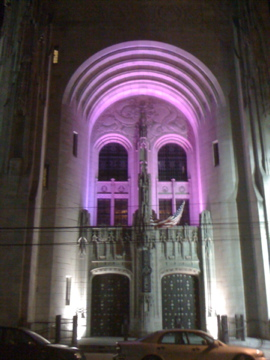
Подсветка входа ночью
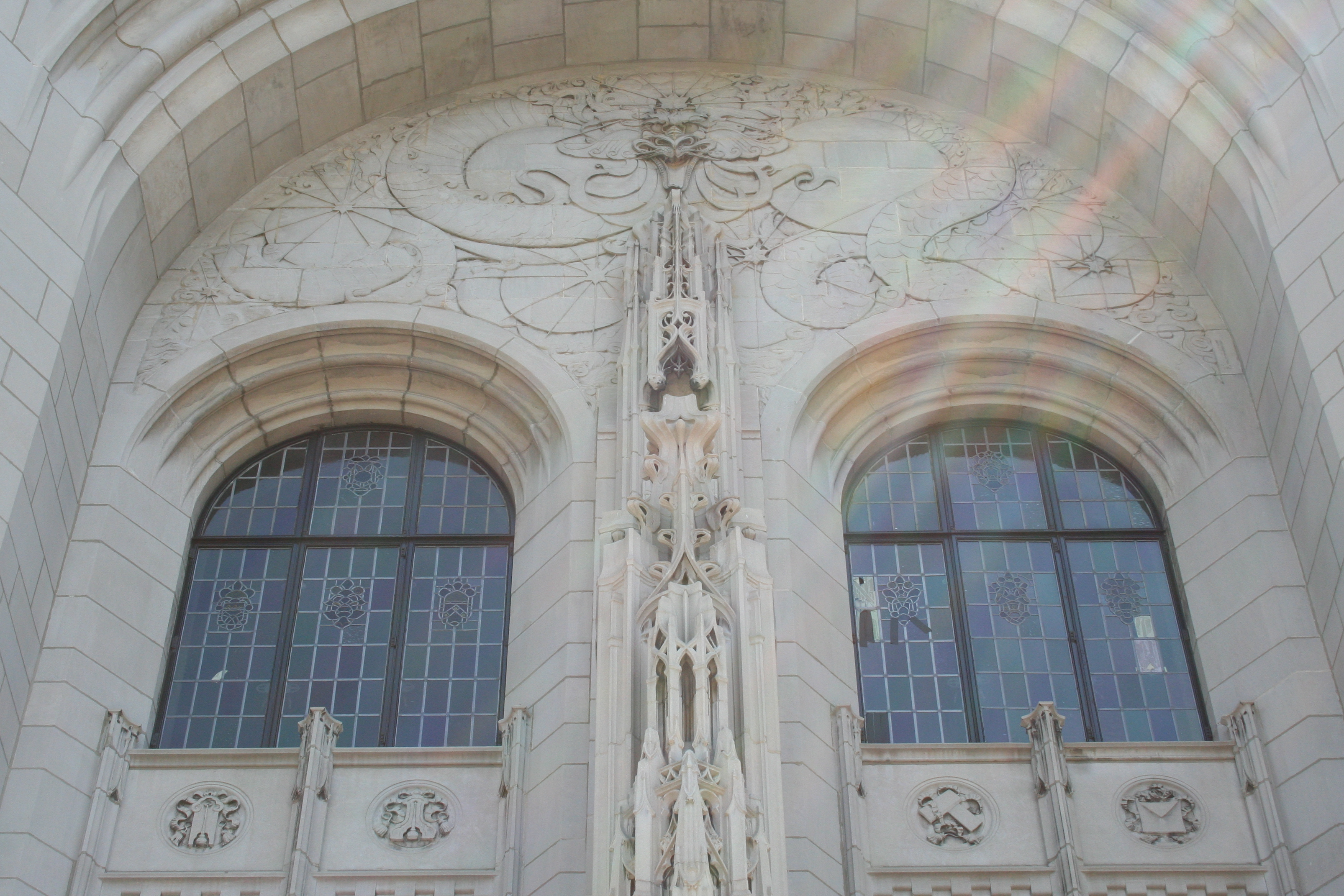
Рельеф дракона над входом в культурный центр Скрантона.